# Lencloître
Lencloître é uma comuna francesa na região administrativa da Nova Aquitânia, no departamento de Vienne. Estende-se por uma área de 19,04 km². Em 2010 a comuna tinha 2 497 habitantes (densidade: 131,1 hab./km²).